# Eh Pagu, Eh!
EH PAGU, EH! é um filme brasileiro documentário de curta-metragem de 1982, filmado em película de 35mm, em preto & branco, com a duração de 15 minutos, escrito e dirigido pelo cineasta Ivo Branco. Estreou no dia 16 de novembro de 1982, no Sesc Pompeia, em São Paulo.
“Eh Pagu, Eh!”, é o primeiro filme sobre a jornalista, escritora, feminista e militante de esquerda Patrícia Galvão, mais conhecida como Pagu. Sua vida está ligada a alguns dos mais importantes momentos da organização das esquerdas no Brasil.

## Sinopse
“Eh Pagu, Eh!”, é uma viagem /trajetória sobre a vida-obra de Patrícia Galvão, Pagu. Ainda estudante da Escola Normal do Brás, conhece Guilherme de Figueiredo que a introduz no ambiente intelectual paulistano.
Convive com o grupo modernista responsável pela Semana de Arte Moderna de 1922. Conhece Oswald de Andrade e participa com ele do Movimento Antropofágico, nas páginas da Revista de Antropofagia, segunda edição, sua fase mais radical, anticatólica e esquerdista.
É Pagu quem leva Oswald a assumir posições de esquerda e se filiar ao Partido Comunista Brasileiro (PCB), atitudes essas que se refletiram em sua obra futura. Militando nos quadros do Partido Comunista, Patrícia Galvão escreve, na década de 30, “Parque Industrial”, o primeiro romance proletário da literatura brasileira. Sua militância no PCB lhe valeu quase cinco anos de encarceramento nos porões da ditadura Vargas.
Divergindo dos caminhos do Partido, junta-se aos dissidentes trotskistas, sendo expulsa do PCB. Libertada, volta-se às suas atividades de jornalista, colaborando em jornais do Rio e de São Paulo. Funda com Geraldo Ferraz e Mário Pedrosa o jornal “Vanguarda Socialista”. Em 1950 candidata-se a deputada federal pelo Partido Socialista Brasileiro. Desiludida, afasta-se da política, ingressa na Escola de Arte Dramática (EAD) em São Paulo e passa a dedicar-se ao trabalho teatral, em Santos, incentivando grupos amadores, traduzindo e dirigindo textos teatrais de vanguarda, até sua morte naquela cidade, em 1962.

## Elenco
- Edith Siqueira como Pagu
- Clodomiro Bacellar como Delegado do Estado Novo
- Aldo Bueno como Policial 1
- Julio Calasso como Policial 2

## Vozes
| Ator           |
| -------------- |
| Elias Andreato |
| Enio Gonçalves |
| Ivo Branco     |
| Julia Pascale  |
| Raul Cortez    |

## Curiosidade sobre o título do filme
Seu título foi inspirado no poema do poeta modernista Raul Bopp, quando este dedicou um poema a ela, em 1928, chamado "Côco de Pagu":
Pagu tem uns olhos moles

uns olhos de fazer doer.

Bate-coco quando passa.

Coração pega a bater.

Eh Pagu eh!

Dói porque é bom de fazer doer (...)

## Lançamento

### Recepção da crítica
Muito elogiado pela crítica, "Eh Pagu, Eh!" utiliza uma linguagem nova em termos de documentário e recupera, através de fotos, jornais, filmes de época e ficção reconstituindo com atores, de cenas e momentos da vida de Pagu, com muita força e emoção, resultando numa obra de amplitude inegável.
“Feminista, musa da geração modernista na década de 20, romancista, poeta, cronista e correspondente internacional, Patricia Galvão, ou simplesmente Pagu", agora é também é um belo curta-metragem de Ivo Branco. O filme revela mais um pouco dessa mulher revolucionária que esteve na China onde entrevistou Freud e passeou de bicicleta com o imperador Manchu.
Como destacou a Revista IstoÉ de 29 de dezembro de 1982, no artigo intitulado Renasce uma estrela: “Um livro organizado por Augusto de Campos, (Pagu: Vida e Obra) e um filme (Eh Pagu, Eh!), de Ivo Branco, foram a ponta do iceberg de uma das corridas de 1982 – a que buscou velhos textos e gerou teses sobre Patrícia Galvão. A autora de Parque Industrial, musa do modernismo antropofágico, morta em 1962, antecipou problemas estéticos e políticos que só depois mereceram preocupação, como a falência dos partidos comunistas e a inanidade de uma estética “partidária”. “O poeta é seu poema”, dizia ela. Com isso, Pagu queria deixar o exemplo de sua obra e também de sua vida – uma espécie de êxtase místico que o livro Pagu Vida-Obra ajudou a despertar.”
Na categoria de curta-metragem, o troféu de melhor filme ficou com "EH PAGU, EH!", de Ivo Branco. Foi o documentário mais aplaudido pelo público durante as exibições do Festival. Ivo também recebeu o prêmio de melhor roteiro.
O curta de Ivo Branco foi consagrado pelo público e pela crítica, ganhando a premiação de melhor filme pelo júri oficial e de melhor roteiro. A vida e a obra de Patricia Galvão, jornalista, escritora, militante política, incentivadora do movimento de 1922 e ex esposa de Oswald de Andrade foram desenvolvidas em cenas harmônicas e fortes, que provocaram aplausos em cada exibição.

## Premiações

### Fomento
O projeto do filme foi selecionado no concurso Prêmio Estímulo da Secretaria de Estado de Cultura de São Paulo e produzido com os recursos do prêmio.
Secretaria de Estado da Cultura de São Paulo / 82 
- Prêmio Estímulo de Curta-Metragem

### Festivais
XV Festival de Brasília do Cinema Brasileiro / 82 
- Melhor Curta-Metragem
- Melhor Roteiro de Curta-Metragem[7]